# Dying Light 2
Dying Light 2 Stay Human je akční hra na hrdiny z roku 2022, kterou vyvinulo a vydalo studio Techland.
Jedná se o pokračování videohry Dying Light z roku 2015. Vydaná byla 4. února 2022 pro PlayStation 4, PlayStation 5, Windows, Xbox One a Xbox Series X/S. Ve vývoji je cloudová verze pro Nintendo Switch.

## Příběh
Děj hry se odehrává dvacet let po událostech v turecké metropoli Harran. Město bylo po velkých návalech nemrtvých celé poraženo. Hra se odehrává v metropoli Villedor. Hlavním hrdinou hry je mladý Aiden Caldwell. Ten se během apokalypsy snaží přežít.

## Hodnocení a prodeje
Hra získala vcelku příznivé recenze, přičemž chvála směřovala na souboje, parkourový systém a otevřený svět. Kritika se zaměřovala převážně na příběh. Za první měsíc od vydání se prodalo 5 milionů kusů.